# 政治局
政治局（せいじきょく 英語: Politburo, Political Bureau）は、共産党・社会主義政党の上級機関の名称である。政治局のかわりに「幹部会」「政治委員会」「政治執行委員会」などの名称が採用される場合もある。

## 解説
発祥は、ソビエト連邦においてボリシェヴィキが権力を獲得したのち、中央委員会を頻繁に開催することが不可能となったため、中央委員会総会の休会中に政治局が中央委員会を代行するものとしたことである。さらに政治局でも規模が大きくなりすぎて開催が困難になり、中国共産党中央政治局常務委員会のように「政治局」の中にさらに代行機関が置かれる場合がある。
また、ソビエト連邦共産党や東ドイツの社会主義統一党のように、政治局員の下に「政治局員候補」が置かれることもあった。また、政治局のメンバーは書記局のメンバーと兼務した者（書記長は政治局員を兼務することが多い）とそうでない者がいた。
社会主義国では党が国家を指導することになっていることが殆どであり、国家の要職も支配政党の政治局員・書記局員が兼務することが多いため、中国共産党や朝鮮労働党のようにさらに上級機関がある場合を除いて政治局の決定が事実上の国家の政策方針の決定となった（政治局での決定後、党の中央委員会や国家機関である議会などの承認を経るが、形式的なものであることが殆どである）。
北朝鮮の朝鮮労働党は政治局の中に政治局常務委員会が置かれ、政治局員の下には政治局員候補が置かれている。
東ドイツのドイツ社会主義統一党では書記局のメンバー全員が政治局員・政治局員候補を兼ねていた（書記局のメンバーのほかに閣僚評議会議長（首相）、人民議会議長、国防相、国家保安相、一部の地方支部の第一書記などが政治局員であった）。
日本共産党は政治局の代わりに「幹部会」を設置し、中央委員会総会で幹部会委員長を選出している。また、幹部会の中から「常任幹部会」を選出している。
各地の主にマルクス主義やマルクス・レーニン主義を掲げた政党に見られるが、代表的なものは以下のものである。
- ソ連共産党政治局（Политбюро ЦК КПСС） - ソビエト連邦共産党の主要な政策決定機関
- 中国共産党中央政治局（中国共产党中央政治局） - 中国共産党の政策決定機関
- ベトナム共産党中央委員会政治局（ベトナム語版）（Bộ Chính trị Ban Chấp hành Trung ương Đảng Cộng sản Việt Nam） - ベトナム共産党の政策決定機関
- 朝鮮労働党中央委員会政治局（朝鮮語版）（조선로동당 중앙위원회 정치국） - 朝鮮労働党の政策決定機関
- ラオス人民革命党中央委員会政治局（英語版）（ພັກປະຊາຊົນປະຕິວັດລາວຄະນະກຳມະການສູນກາງຫ້ອງການການເມືອງ） - ラオス人民革命党の政策決定機関
- キューバ共産党中央委員会政治局（スペイン語版）（Buró Político del Partido Comunista de Cuba） - キューバ共産党の政策決定機関